# Nyim

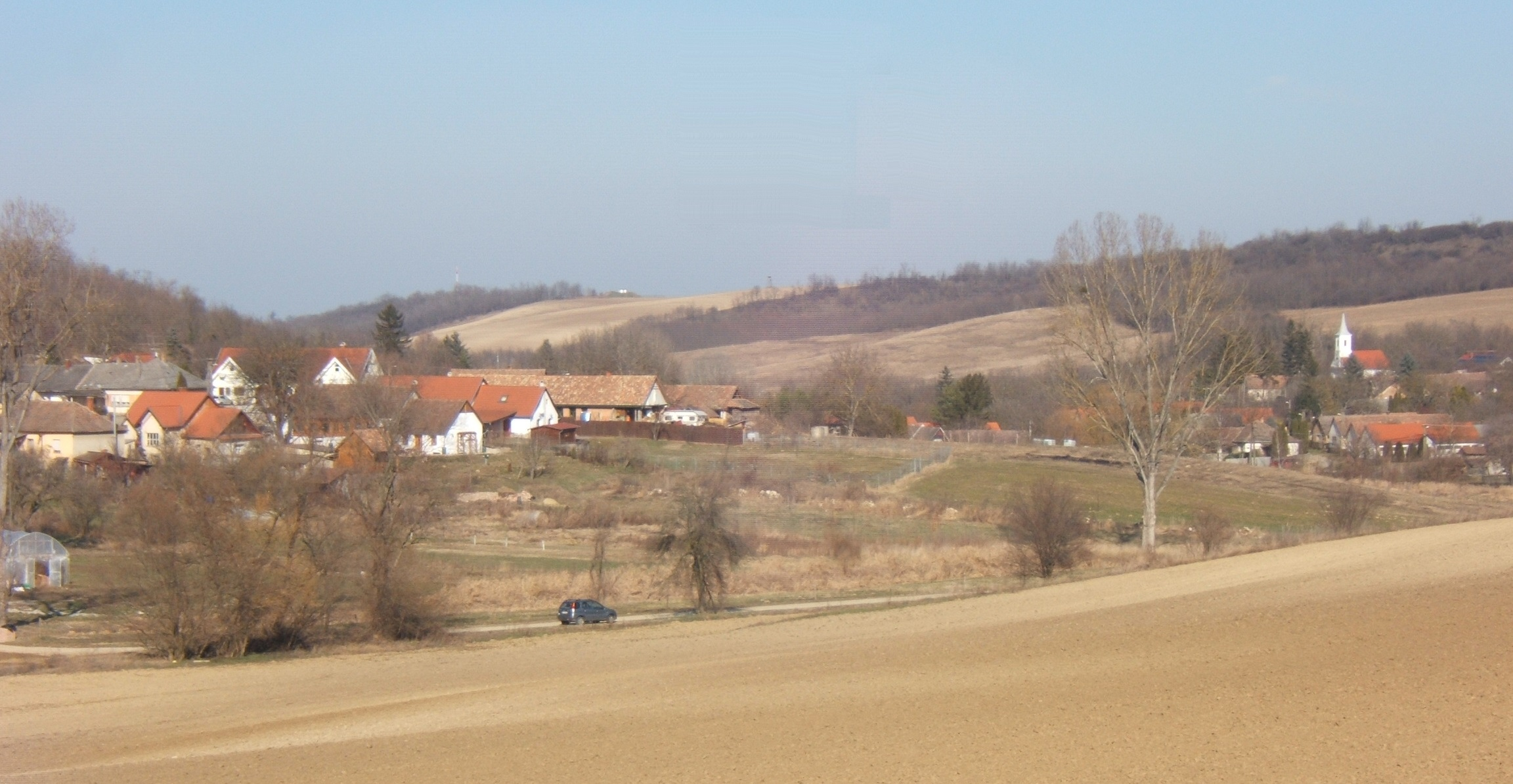
Utsikt mot Nyim.

Nyim är en by i provinsen Somogy i Ungern. Byn är belägen 12 kilometer söder om staden Siófok. Nyim hade 305 invånare (2017) på en yta av 9,76 kvadratkilometer.